# Jadarite
La jadarite est un minéral de la famille des silicates, de la sous-famille des nésosilicates.

## Découverte
La jadarite a été découverte en Serbie dans la municipalité de Loznica, près de la rivière du Jadar.
Ce minerai a été baptisé jadarite en l'honneur de la région serbe où la compagnie minière Rio Tinto l'a trouvé en 2007.

## Aspect
La jadarite est blanche, d'une masse atomique de 219.46 U, d'aspect poudreux et non radioactive. Elle a été décrite en détail dans le numéro 4 volume 19 (2007) de l'European Journal of Mineralogy.